# Norma Aleandro
Norma Aleandro (Buenos Aires, 2 de mayo de 1936) es una primera actriz, guionista y directora de teatro argentina, ampliamente considerada una de las más célebres actrices de su país y todo un ícono cultural.Ha actuado en más de sesenta películas, cuarenta y cinco ficciones televisivas e innumerables obras de teatro.
Aleandro inició su carrera como actriz a los nueve años en el teatro argentino. Posteriormente, trabajó en pequeños papeles en programas de televisión estatales y después debutó en la pantalla grande con el filme La muerte en las calles. Su prometedora carrera en Argentina se interrumpiría en 1975, tras ser obligada al exilio debido a una amenaza de la Alianza Anticomunista Argentina, gestada por un grupo de colaboradores del presidente Juan Domingo Perón. A su regreso, Aleandro obtuvo notoriedad en películas importantes del cine argentino, el teatro y la televisión. 
En 1985, protagonizó La historia oficial (1985), la primera película argentina en ganar el Óscar a la mejor película extranjera, por la cual ella además ganó el premio del Festival de Cine de Cannes a la mejor actriz, el Premio David de Donatello, el Premio Cóndor de Plata, el Premio del Círculo de Críticos de Cine de Nueva York, el Premio ACE de Nueva York, entre otros. Por su papel en Gaby: a True Story (1989) se convirtió en la primera actriz argentina en ser nominada al premio Óscar a la mejor actriz de reparto. Además, ha ganado tres Premios Cóndor de Plata, tres Premios Kónex, seis Premios Martín Fierro, entre muchos otros.  
Tuvo también roles en películas de Hollywood como Cousins (1989), One Man's War (con Anthony Hopkins, 1991) y The City Of Your Final Destination (2009). Entre sus filmes del cine nacional se destacan Güemes, la tierra en armas (1971); Los siete locos (1973); La tregua (1974); Sol de otoño (1996), cinta que le valiera la Concha de Plata a la mejor actriz en el Festival de Cine de San Sebastián; El faro (1998); El hijo de la novia (2001); Cleopatra (2003) y Anita (2009).

## Biografía

### Inicios
Hija de los actores Pedro Aleandro y María Luisa Robledo, y hermana menor de María Vaner, hace sus primeros papeles a la edad de 9 años en el teatro Smart, con sus padres. 

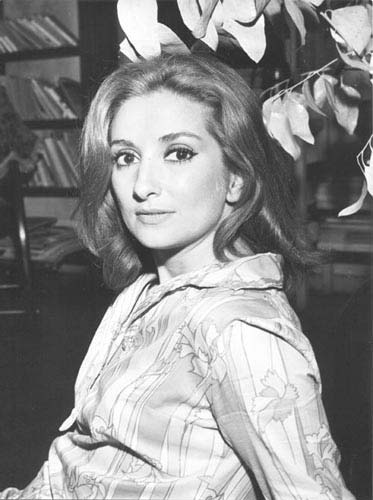
Aleandro en su juventud

En 1949, a la edad de 13 años, comenzó a estudiar en el Instituto de Arte Moderno. Más tarde integró el elenco de Las dos carátulas, por Radio Nacional y luego, debutó en cine en 1952 con La muerte en las calles, de Leo Fleider.
En teatro actuó en obras de Eurípides, Molière, Lope de Vega, Cervantes, Tirso de Molina, Tennessee Williams y Arthur Miller. En 1959 participó del programa Historia de jóvenes  transmitido por Canal 7 que recibió el Premio Martín Fierro de ese año en el rubro telenovela.
En la década de 1960 tuvo participaciones especiales en películas como El último piso, con Santiago Arrieta y Gente conmigo, con Milagros de la Vega y se destacó en La fiaca, de Ricardo Talesnik, 1969. En esta década comenzó a incursionar en televisión en ciclos como Romeo y Julieta, El amor tiene cara de mujer, Cuatro mujeres para Adán, entre otros.

### Teatro y televisión

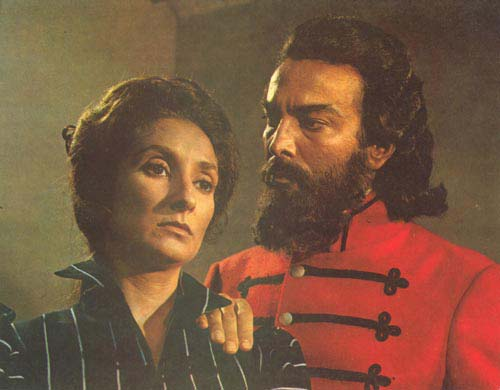
Aleandro junto a Alfredo Alcón en la película de 1971, Güemes, la tierra en armas.

Durante la década de 1970 fue parte del grupo Gente de Teatro —o Clan Stivel— dirigido por David Stivel, actuando en el ciclo televisivo Cosa juzgada con libros de Juan Carlos Gené y Martha Mercader que entre 1969-72 fue uno de los programas claves de la televisión argentina de esos años; el grupo integrado por Bárbara Mujica, Marilina Ross, Carlos Carella, Federico Luppi, Emilio Alfaro y Juan Carlos Gené recibió premios y altos índices de audiencia de audiencia, al que se sumó el ciclo humorístico Nosotros los villanos. 
En 1970 dirigió Stivel su único largometraje, Los herederos, cuyo guion escribió junto a Norma Aleandro y que fue presentado en el Festival de Berlín.
Participó en programas como Primicias, Tiempo final, Lobo, En Terapia, Los ricos no piden permiso y El jardín de bronce.
De gran carrera teatral, actuó en Beckett, El círculo de tiza caucasiano, De rigurosa etiqueta, Mi querido mentiroso, La Piaf, e incursionó en televisión en ciclos como La casa de los Medina, Alias Buen Mozo, Nosotros y La mujer en la multitud.

### Exilio y regreso
Amenazada por la Triple A, en 1976, Aleandro debió exiliarse primero en Uruguay donde hizo Medea y luego en España por la dictadura militar impuesta en Argentina, y allí continuó su carrera con filmes como Tobi y Las verdes praderas. 
Después de seis años, regresó al país en 1981, para protagonizar el estreno mundial de la obra teatral La señorita de Tacna, de Mario Vargas Llosa. 
Posteriormente filmó La historia oficial, con Héctor Alterio, por la que ganó el premio a la Mejor Actriz en los festivales internacionales de Cannes y Cartagena, también obtuvo mención en el festival de Chicago, premios de asociaciones de críticos internacionales y fue elegida Mejor Actriz de 1985 por Cronistas argentinos.
Ella misma junto a Jack Valenti fueron los presentadores de la categoría de Mejor Película Extranjera en la ceremonia de los Premios Óscar de 1985, en la que resultó ganadora La historia oficial. Fue presentadora también junto a Charlton Heston desde el Teatro Colón de Buenos Aires en la entrega internacional de los Óscar de 1989. 
Actuó también en Hollywood junto a Lee Remick, Anthony Hopkins, Liv Ullmann e Isabella Rossellini. Por su labor en el filme extranjero Gaby: A True Story fue nominada al Óscar y al Globo de Oro como Mejor Actriz de Reparto.
Participó en más de 40 películas, entre ellas Operación Masacre, Los siete locos, La entrevista, Prohibido, El faro, entre otras. En 1990 protagonizó, dirigida por Alejandro Doria, Cien veces no debo, con Luis Brandoni y Andrea del Boca, y luego con Federico Luppi Las tumbas. En esa década participó además en un cortometraje, en un filme basado en un momento de la vida de Carlos Monzón y protagonizó Sol de otoño, por la que fue premiada como Mejor Actriz en los festivales internacionales de San Sebastián y La Habana y recibió por segunda vez el premio de Cronistas.
En 1996 personificó a Maria Callas en la pieza Master Class, obra que volvió a protagonizar 16 años después, en 2012.

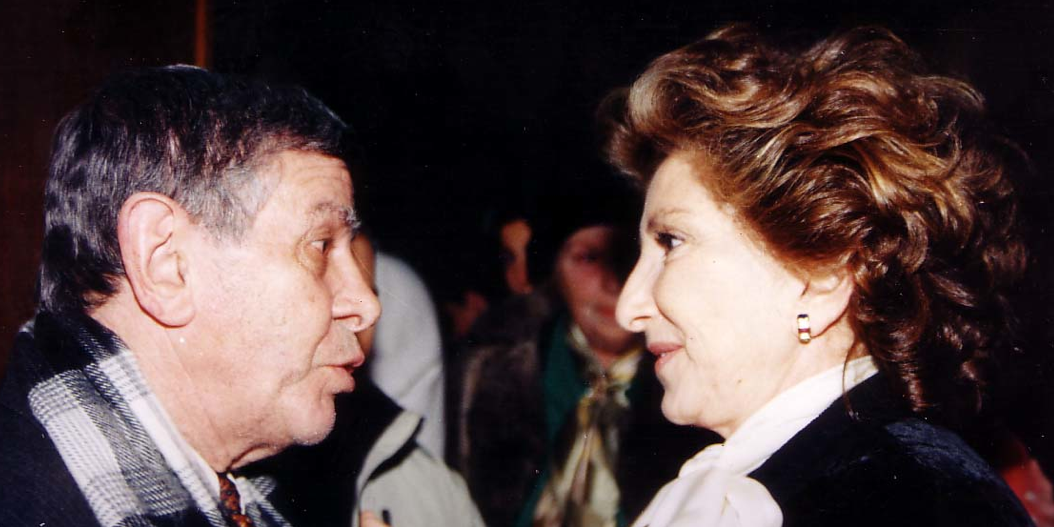
Norma junto a Francisco Rinaldi, en 1998.

En 2001 actuó junto con Ricardo Darín y Héctor Alterio en El hijo de la novia, que fue un gran éxito recibiendo ella misma ese año el Premio Konex de Brillante. Protagonizó los filmes Cleopatra, Seres queridos, Cama adentro, Identidad perdida, compuso un personaje de voz en Patoruzito, la gran aventura, actuó con Natalia Oreiro y Diego Peretti en Música en espera y con Alejandra Manzo y Leonor Manso en Anita.
En 2004 fue designada como la primera presidenta de la Academia de las Artes y Ciencias Cinematográficas de la Argentina.
En 2009 protagonizó la obra teatral Agosto, con Mercedes Morán. 
En el 2012 aparece en la nueva ficción de Pol-ka Producciones para Canal 13 Lobo junto a Gonzalo Heredia. Además forma parte del elenco de En terapia, ficción de Canal 7 protagonizada por Diego Peretti, Julieta Cardinali, Germán Palacios, Leonardo Sbaraglia, Dolores Fonzi y Ailín Salas. En la misma interpreta a Lucía Aranda, supervisora de Guillermo.
En 2014 fue homenajeada en la Cámara de Diputados de la Nación Argentina por su trayectoria y mérito; y recibió un doctorado honoris causa por parte de la UADE.

## Vida personal

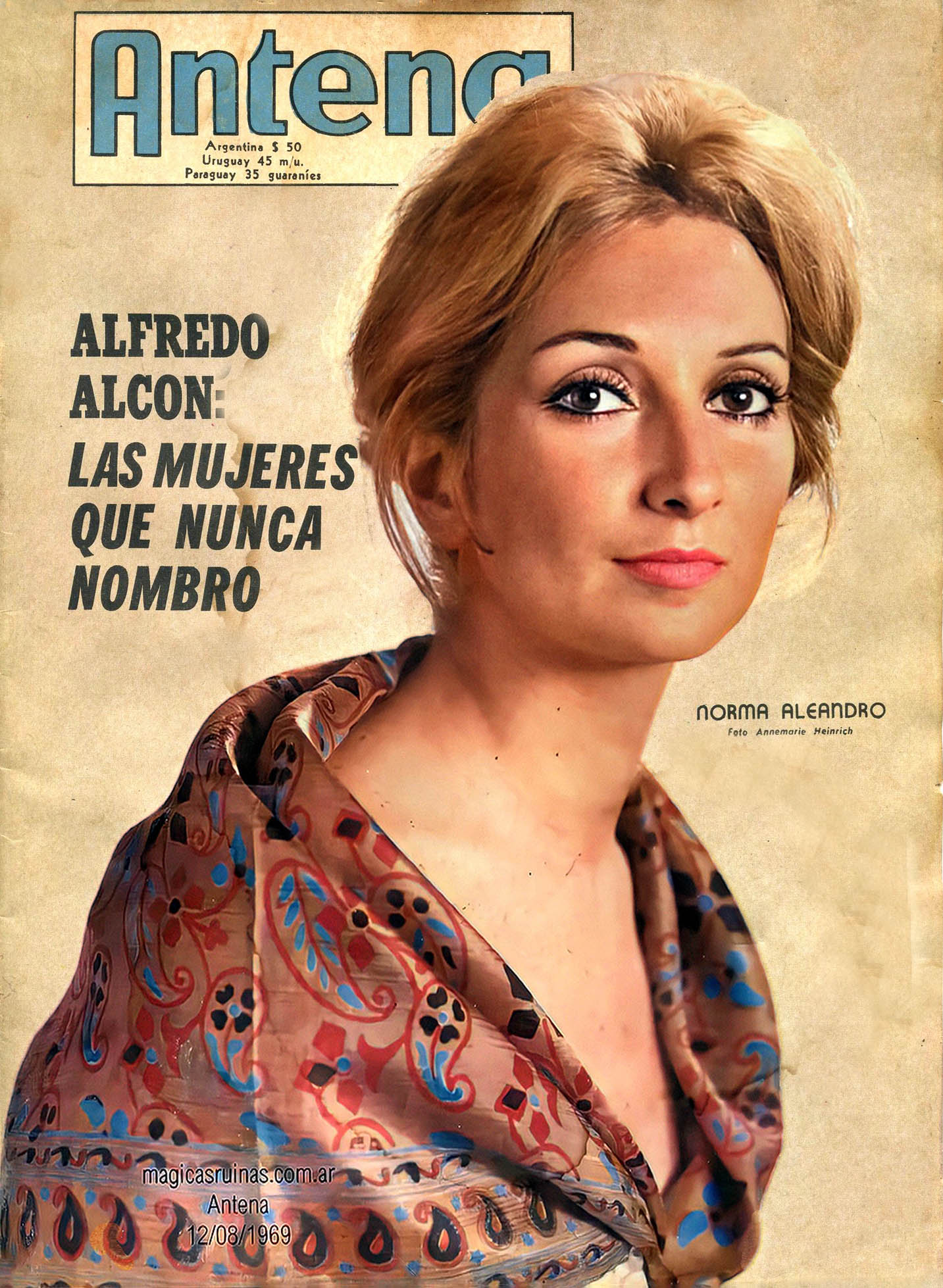
Norma Aleandro, Revista Antena 1969.

Estuvo en pareja con el actor y director de teatro Oscar Ferrigno con quien tuvo un hijo, Oscar Ferrigno (hijo), nacido en 1962 que también es actor y director de teatro. Desde 1976 está casada con el médico Eduardo Le Poole. Es abuela de dos nietos.

## Filmografía

### Guionista
- Los herederos (1970).

### Intérprete
| Cine | Cine                               | Cine                   | Cine                     |
| Año  | Título                             | Personaje              | Notas                    |
| ---- | ---------------------------------- | ---------------------- | ------------------------ |
| 2023 | Kiribati                           | Telma                  |                          |
| 2023 | Juana de América                   | Juana de Ibarbourou    |                          |
| 2022 | El paraíso                         | Magdalena Scilko (Voz) | Doblaje                  |
| 2021 | El secreto de Maró                 | Maró                   |                          |
| 2017 | La valija de Benavídez             | Beatriz Donorio        |                          |
| 2016 | Angelita, la doctora               | Graciela               |                          |
| 2015 | El espejo de los otros             | Julia                  |                          |
| 2013 | Cuidado con lo que sueñas          | Lola                   |                          |
| 2012 | La suerte en tus manos             | Susan                  |                          |
| 2010 | Familia para armar                 | Elisa                  |                          |
| 2009 | Cuestión de principios             | Sarita                 |                          |
| 2009 | Andrés no quiere dormir la siesta  | Olga                   |                          |
| 2009 | Anita                              | Dora                   |                          |
| 2009 | Música en espera                   | Juana                  |                          |
| 2009 | Paco                               | Nina                   |                          |
| 2009 | The City Of Your Final Destination | Alma                   | Película estadounidense  |
| 2006 | Pura sangre                        | Josefina               |                          |
| 2006 | Patoruzito: la gran aventura       | Bruja Jiuma (voz)      | Doblaje                  |
| 2005 | Gardel: El hombre y el mito        | Juana                  |                          |
| 2005 | Identidad perdida                  | Abuela                 | Cortometraje             |
| 2004 | Cama adentro                       | Beba Pujol             |                          |
| 2004 | Seres queridos                     | Gloria Dali            |                          |
| 2004 | 18-J                               |                        |                          |
| 2004 | Ay, Juancito                       | Doña Juana             |                          |
| 2003 | Cleopatra                          | Cleopatra              |                          |
| 2002 | Deseo                              | Clarita                |                          |
| 2001 | Todas las azafatas van al cielo    | Madre de Teresa        |                          |
| 2001 | El hijo de la novia                | Norma Belvedere        |                          |
| 2001 | La fuga                            | La varela              |                          |
| 2000 | Una noche con Sabrina Love         | Julia                  |                          |
| 1998 | Corazón iluminado                  | Madre de Juan          |                          |
| 1998 | El faro                            | Dolores                |                          |
| 1997 | Prohibido                          |                        |                          |
| 1996 | Sol de otoño                       | Clara Goldstein        |                          |
| 1996 | Carlos Monzón, el segundo juicio   | Jueza                  |                          |
| 1995 | Facundo, la sombra del tigre       | Encarnación Ezcurra    |                          |
| 1993 | Vértigos                           | Voz                    | Cortometraje             |
| 1991 | La guerra de un solo hombre        | Nidia                  | Película para televisión |
| 1991 | Las tumbas                         | María                  |                          |
| 1990 | Cien veces no debo                 | Carmen                 |                          |
| 1990 | Vital Signs                        | Henriquetta Walker     |                          |
| 1989 | Cousins                            | Edie                   |                          |
| 1989 | Dark holiday                       | Isha                   | Película para televisión |
| 1988 | La entrevista                      | Valeria                | Cortometraje             |
| 1987 | Gaby: a True Story                 | Florencia              |                          |
| 1985 | La historia oficial                | Alicia                 |                          |
| 1979 | Las verdes praderas                | Fidela                 |                          |
| 1978 | Tobi                               | Profesora              |                          |
| 1976 | No toquen a la nena                | Andrea                 |                          |
| 1975 | Las sorpresas                      |                        | Segmento: "Los pocillos" |
| 1974 | La tregua                          | Mujer del colectivo    | Cameo                    |
| 1973 | Los siete locos                    | Hipólita               |                          |
| 1972 | Operación Masacre                  | Sra. Carranza          |                          |
| 1971 | Güemes, la tierra en armas         | Macacha Güemes         |                          |
| 1970 | Los herederos                      | María Concepción       |                          |
| 1969 | La fiaca                           | Martha                 |                          |
| 1966 | Los días de Julián Bisbal          | Betina                 | Película para televisión |
| 1965 | Gente conmigo                      | Valentina Vernisi      |                          |
| 1962 | El último piso                     |                        |                          |
| 1962 | Romeo y Julieta                    | Julieta                | Película para televisión |
| 1962 | El último pecado                   | Ana                    | Película para televisión |
| 1952 | La muerte en las calles            |                        |                          |

| Ficciones | Ficciones                   | Ficciones                                | Ficciones |
| Año       | Título                      | Personaje                                |           |
| --------- | --------------------------- | ---------------------------------------- | --------- |
| 2017      | El jardín de bronce         | Doris Lestelle                           |           |
| 2016      | Los ricos no piden permiso  | Angelica Cerviño de Villalba             |           |
| 2012-2014 | En terapia                  | Lucía Aranda                             |           |
| 2012      | Lobo                        | Curandera                                |           |
| 2012      | Los pibes del puente        | María                                    |           |
| 2002      | Tiempo final 3              | María "Ep44: El gourmet"                 |           |
| 2002      | Tiempo final 3              | Nora "Ep55: Noche real"                  |           |
| 2001      | Tiempo final 2              | Leticia "Ep35: La tasación"              |           |
| 2000      | Primicias                   | Elsa                                     |           |
| 2000      | Tiempo final                | Ana "Ep3: Venenosos"                     |           |
| 1998      | Operación rescate           | Carmen                                   |           |
| 1993      | De carencia y decencia      | Refugio Martínez                         |           |
| 1991      | Amor de pura sangre         | Rocío Mendiola de Sabater                |           |
| 1986      | Inocente María              | Felipa                                   |           |
| 1986      | La mentira                  | Teodora Montecinos                       |           |
| 1985      | Rompecabezas                | Ana Cabrera                              |           |
| 1985      | María Isabel                | Manuela Jímenez                          |           |
| 1984      | Los exclusivos del 11       | Varios                                   |           |
| 1979      | Habitación 14               | Bruja                                    |           |
| 1978      | El combate                  | Barbara                                  |           |
| 1977      | Milagros de vivir           | Soledad                                  |           |
| 1975      | Nosotros                    | Ana Martínez                             |           |
| 1975      | Dos hermanas                | Leonor Altamira Najera                   |           |
| 1974      | Una mujer en multitud       | Eva                                      |           |
| 1974      | Paulina y Gaviota           | Gaviota Santos / Paulina Belgrano Monroy |           |
| 1973      | El teatro de Norma Aleandro | Varios                                   |           |
| 1971      | Las dos                     | Alina                                    |           |
| 1971      | Alta comedia                |                                          |           |
| 1970      | Uno entre nosotros          |                                          |           |
| 1969      | Cosa juzgada                | Varios                                   |           |
| 1968      | Nosotros, los villanos      | Sandra Roel                              |           |
| 1968      | Macaria                     | Cristina Álvarez                         |           |
| 1967      | Ella, la gata               | Norma                                    |           |
| 1967      | Teleatro de Nené            |                                          |           |
| 1966      | Cuatro mujeres para Adán    | Laura                                    |           |
| 1966      | Teatro Grand Guignol        |                                          |           |
| 1966      | Teatro de Alfredo Alcón     | Varios                                   |           |
| 1966      | Alias buen mozo             | Nora                                     |           |
| 1965      | Por tu fortuna              | Alejandra Valencia                       |           |
| 1964      | Teatro como en el teatro    |                                          |           |
| 1962      | La casa de los medina       | Lili Medina                              |           |
| 1961      | Amame, Nazarino             | María                                    |           |
| 1960      | Doctores y Doctoras         | Dra. Victoria Quiroga                    |           |
| 1959      | Historias de jóvenes        | Varios                                   |           |
| 1959      | Mañana sera primavera       | Mariana Rivero                           |           |
| 1958      | Mi gran epoca               | Sofía                                    |           |
| 1957      | Los nocturnos               | Elisa                                    |           |
| 1955      | Por mi miedo extremo        |                                          |           |

## Premios y distinciones
Aleandro recibió numerosos reconocimientos,tanto por su participación en el cine y la televisión. 
Premios Óscar
| Año  | Categoría               | Película           | Resultado |
| ---- | ----------------------- | ------------------ | --------- |
| 1988 | Mejor actriz de reparto | Gaby: a True Story | Nominada  |

Premios Globo de Oro
| Año  | Categoría               | Película           | Resultado |
| ---- | ----------------------- | ------------------ | --------- |
| 1987 | Mejor actriz de reparto | Gaby: a True Story | Nominada  |

Premios Cóndor de Plata
| Año  | Categoría                        | Película                         | Resultado |
| ---- | -------------------------------- | -------------------------------- | --------- |
| 1986 | Mejor actriz                     | La historia oficial              | Ganadora  |
| 1991 | Mejor actriz                     | Cien veces no debo               | Nominada  |
| 1997 | Mejor actriz                     | Sol de otoño                     | Ganadora  |
| 2002 | Mejor actriz de reparto          | El hijo de la novia              | Ganadora  |
| 2004 | Mejor actriz                     | Cleopatra                        | Nominada  |
| 2006 | Mejor actriz                     | Cama adentro                     | Nominada  |
| 2010 | Mejor actriz de reparto          | Anita                            | Nominada  |
| 2016 | Cóndor de Plata a la Trayectoria | Cóndor de Plata a la Trayectoria | Ganadora  |

Premio Sur
| Año  | Categoría               | Película | Resultado |
| ---- | ----------------------- | -------- | --------- |
| 2010 | Mejor actriz de reparto | Anita    | Nominada  |

Premio David de Donatello
| Año  | Categoría               | Película            | Resultado |
| ---- | ----------------------- | ------------------- | --------- |
| 1987 | Mejor actriz extranjera | La historia oficial | Ganadora  |

New York Film Critics Circle Awards
| Año  | Categoría    | Película            | Resultado |
| ---- | ------------ | ------------------- | --------- |
| 1985 | Mejor actriz | La historia oficial | Ganadora  |

Premio Sant Jordi
| Año  | Categoría               | Película            | Resultado |
| ---- | ----------------------- | ------------------- | --------- |
| 1987 | Mejor actriz extranjera | La historia oficial | Nominada  |

Premios ACE (Nueva York)
| Año  | Categoría                   | Película            | Resultado |
| ---- | --------------------------- | ------------------- | --------- |
| 1986 | Mejor actriz                | La historia oficial | Ganadora  |
| 2006 | Mejor actriz característica | Cama adentro        | Ganadora  |

Festival Internacional de Cine de Cannes
| Año  | Categoría    | Película            | Resultado |
| ---- | ------------ | ------------------- | --------- |
| 1985 | Mejor actriz | La historia oficial | Ganadora  |

Festival de Cine de San Sebastián
| Año  | Categoría    | Película     | Resultado |
| ---- | ------------ | ------------ | --------- |
| 1996 | Mejor actriz | Sol de otoño | Ganadora  |